# Opel OHV Four
Con la sigla OHV Four si intende una vasta famiglia di motori a scoppio prodotti dalla Casa automobilistica tedesca Opel in due grandi generazioni: la prima dal 1938 al 1965 e la seconda dal 1962 al 1992.

## Storia
Durante la seconda metà degli anni trenta, la Casa di Rüsselsheim ha cominciato a distaccarsi da soluzioni tecniche decisamente troppo antiquate, specialmente in un periodo in cui la maggior parte degli altri costruttori stava cominciando a proporre nuove idee, sia stilistiche che tecniche, nel campo dell'automobile. Fu così che, dopo aver introdotto nel 1937 la nuova famiglia di motori OHV Six a valvole in testa, e dopo averne constatato il successo, la Opel fu pronta per il passo successivo, ossia portare tale innovazione tecnica anche su motori di fascia inferiore. Del resto, il modello di fascia media dell'epoca, ossia la Opel Olympia, montava ancora un motore a valvole laterali ripreso pari pari dalla precedente 1.3 L e quindi non più competitivo per modernità.

## Profilo
Il nuovo motore di fascia media della Opel derivava dal 2.5 litri OHV Six montato sulla Opel Super 6, ed è stato il capostipite di una famiglia di motori talmente articolata da suddividersi in due precise, grandi generazioni: la prima va dal 1938 al 1965, mentre la seconda, è stata introdotta nel 1962 per essere pensionata nel 1992. Tutti i propulsori appartenenti ad entrambe le famiglie avevano però diverse caratteristiche in comune, e cioè:
- architettura a 4 cilindri in linea;
- basamento e testata in ghisa;
- distribuzione ad un albero a camme laterale con valvole in testa;
- albero a gomiti su 3 supporti di banco;
- alimentazione a carburatore.

Il fatto che questa grande famiglia di motori sia stata prodotta addirittura in due fasi della durata di circa trent'anni ognuna la dice lunga sull'enorme successo di tali propulsori, che divennero famosi per la loro affidabilità e robustezza.

## Prima generazione
I motori OHV Four di prima generazione (1938-65) sono stati prodotti in tre versioni, 1.2, 1.5 e 1.7 litri, le cui caratteristiche sono descritte di seguito.

### Versione da 1.5 litri

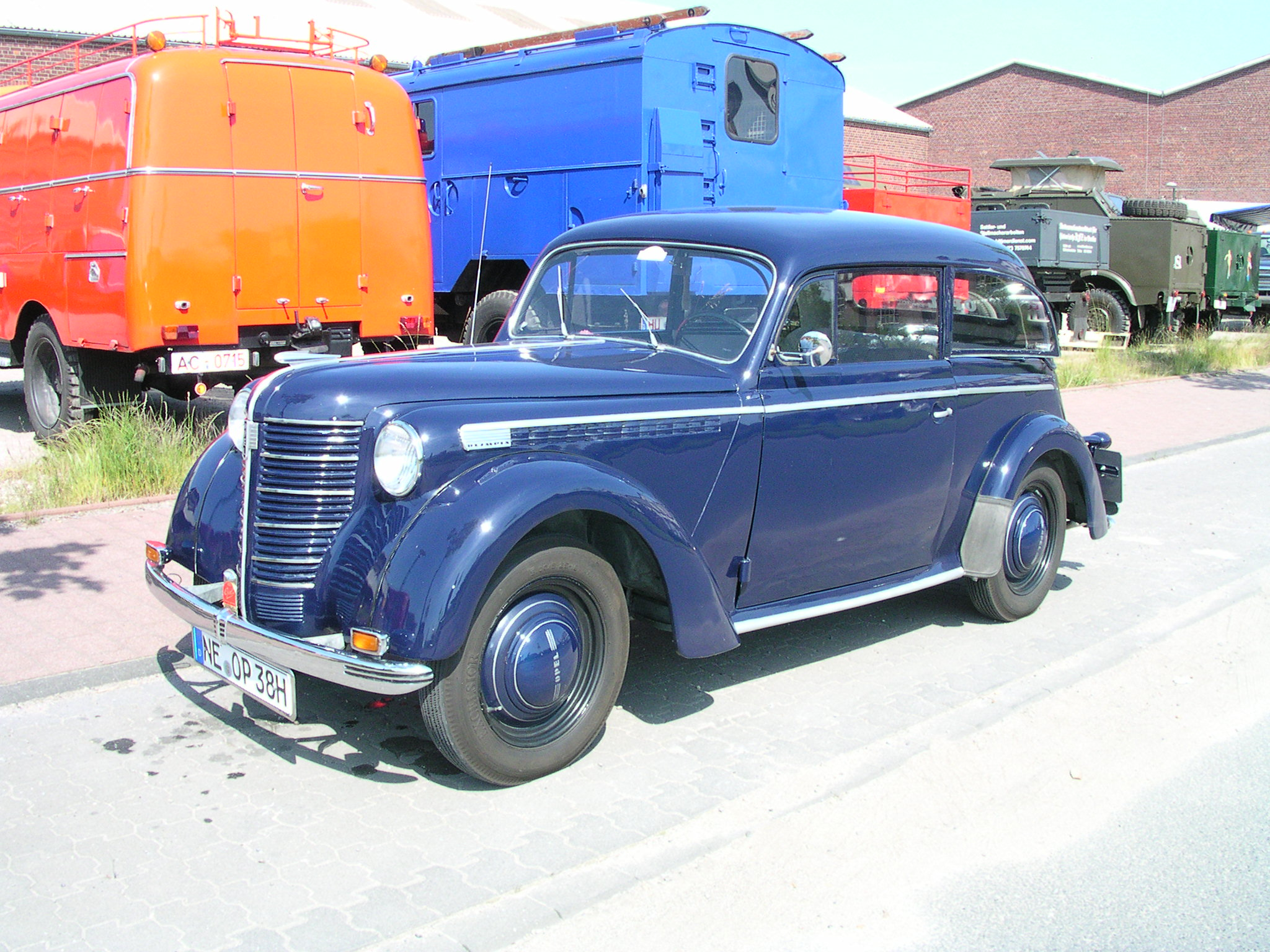
Le Opel Olympia seconda serie sono state le prime a montare un motore OHV Four di prima generazione

La versione introdotta per prima è stata quella intermedia. Essa non è altro che il 2.5 litri OHV Six privato di due cilindri ed accorciato nella corsa. Venne infatti montato un albero a gomiti più corto, oltre che con manovelle differenti per ottenere la necessaria riduzione della corsa stessa, la quale passò da 82 a 74 mm. La cilindrata del nuovo motore era di 1488 cm³. Durante la sua produzione, questo motore è stato anche frutto di alcuni aggiornamenti che hanno dato luogo a sei varianti sintetizzate nella tabella mostrata di seguito:
| Motore Opel OHV da 1.5 litri |                          |                    |                   |                     |                    |
| Variante                     | Rapporto di compressione | Potenza max CV/rpm | Coppia max Nm/rpm | Applicazioni        | Anni di produzione |
| 1.                           | 6                        | 37/3500            | 88.2/2000         | Opel Olympia Mk2    | 1938-47            |
| 2.                           | 6.15                     | 37/3500            | 88.2/2000         | Opel Olympia Mk2    | 1947-50            |
| 3.                           | 6.15                     | 39/3500            | 88.2/2000         | Opel Olympia Mk3    | 1951-53            |
| 4.                           | 6.3                      | 40/3800            | 94.2/1900         | Opel Olympia Rekord | 1953-54            |
| 5.                           | 6.5                      | 40/3600            | 98.1/2300         | Opel Olympia Rekord | 1954-55            |
| 6.                           | 6.9                      | 45/3900            | 100/2300          | Opel Olympia Rekord | 1955-57            |
| 6.                           | 6.9                      | 45/3900            | 100/2300          | Opel Rekord P1 1.5  | 1957-59            |
| 7.                           | 7.25                     | 50/4000            | 106/2100          | Opel Rekord P1 1.5  | 1959-60            |
| 8.                           | 7.25                     | 50/4000            | 106/ 1800-2400    | Opel Rekord P2 1.5  | 1960-63            |
| 9.                           | 7.25                     | 55/4500            | 106/ 2000-2600    | Opel Rekord A 1.5   | 1963-65            |

### Versione da 1.7 litri

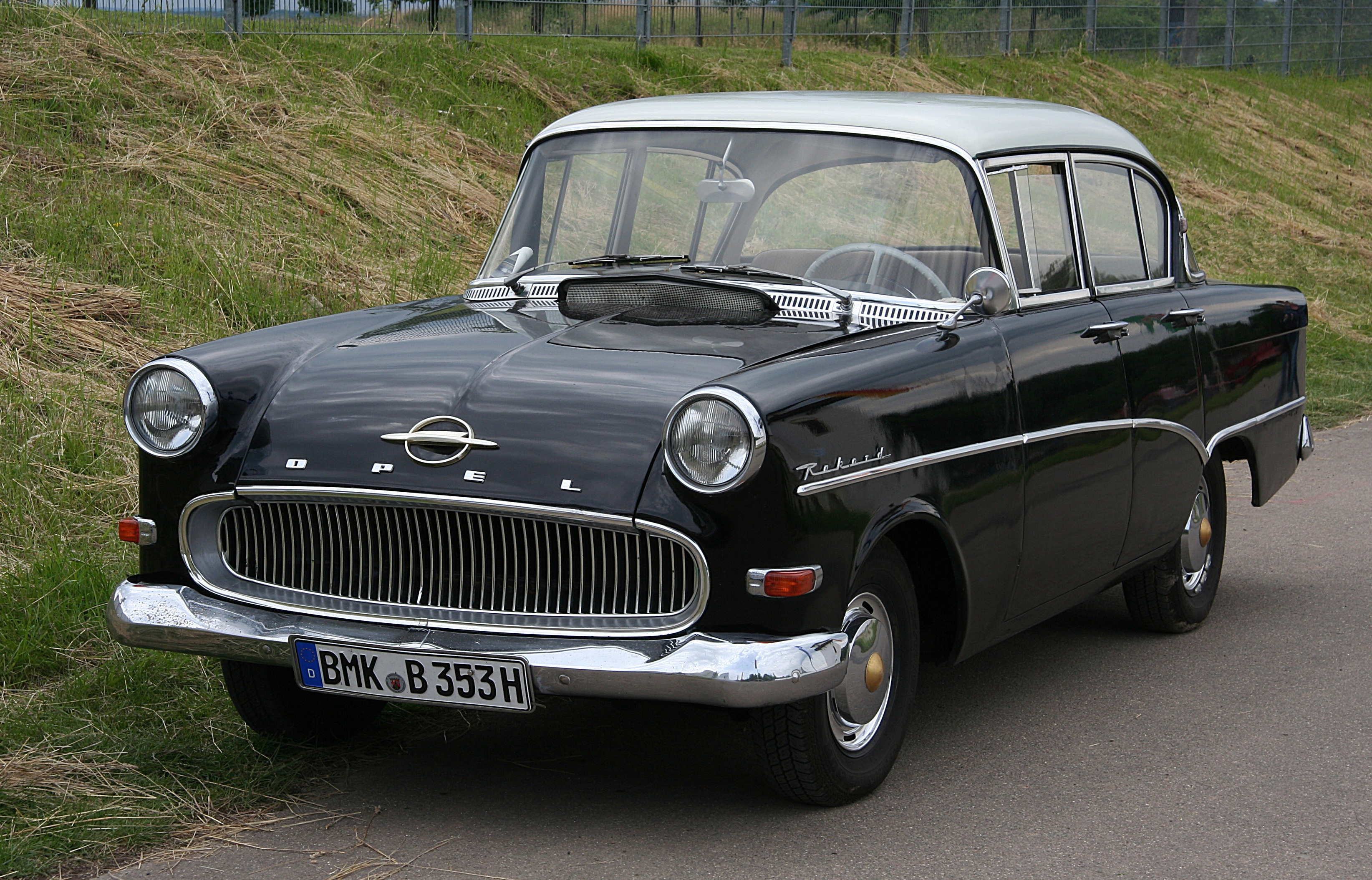
Le Opel Rekord P1 sono state le prime Opel a montare il 1.7 OHV

Questo motore nasce dalla rialesatura dell'unità da 1.5 litri. Il diametro dei cilindri è stato infatti aumentato di 5 mm (da 80 ad 85 mm per la precisione), mentre la corsa è rimasta invariata a 74 mm. La cilindrata è così salita a 1680 cc. Questo motore, introdotto nel 1957 in occasione del lancio della nuova Opel Rekord, che andava a sostituire il vecchio modello Olympia Rekord, si è rivelato come estremamente robusto ed affidabile, confermando così il successo di tale famiglia di motori. È stato prodotto in tre varianti di potenza così riassumibili:
| Motore Opel OHV da 1.7 litri |                          |                    |                   |                      |                    |
| Variante                     | Rapporto di compressione | Potenza max CV/rpm | Coppia max Nm/rpm | Applicazioni         | Anni di produzione |
| 1.                           | 7.25                     | 55/4000            | 120/ 1900-2300    | Opel Rekord P1 1.7   | 1959-60            |
| 1.                           | 7.25                     | 55/4000            | 120/ 1900-2300    | Opel Rekord P2 1.7   | 1960-62            |
| 2.                           | 8                        | 60/4100            | 126/ 1700-2000    | Opel Rekord P2 1.7 S | 1960-62            |
| 3.                           | 7.25                     | 60/4300            | 120/ 1800-2400    | Opel Rekord A 1.7    | 1963-65            |
| 3.                           | 8                        | 67/4400            | 126/ 2200-2900    | Opel Rekord A 1.7 S  | 1963-65            |

### Versione da 1.2 litri

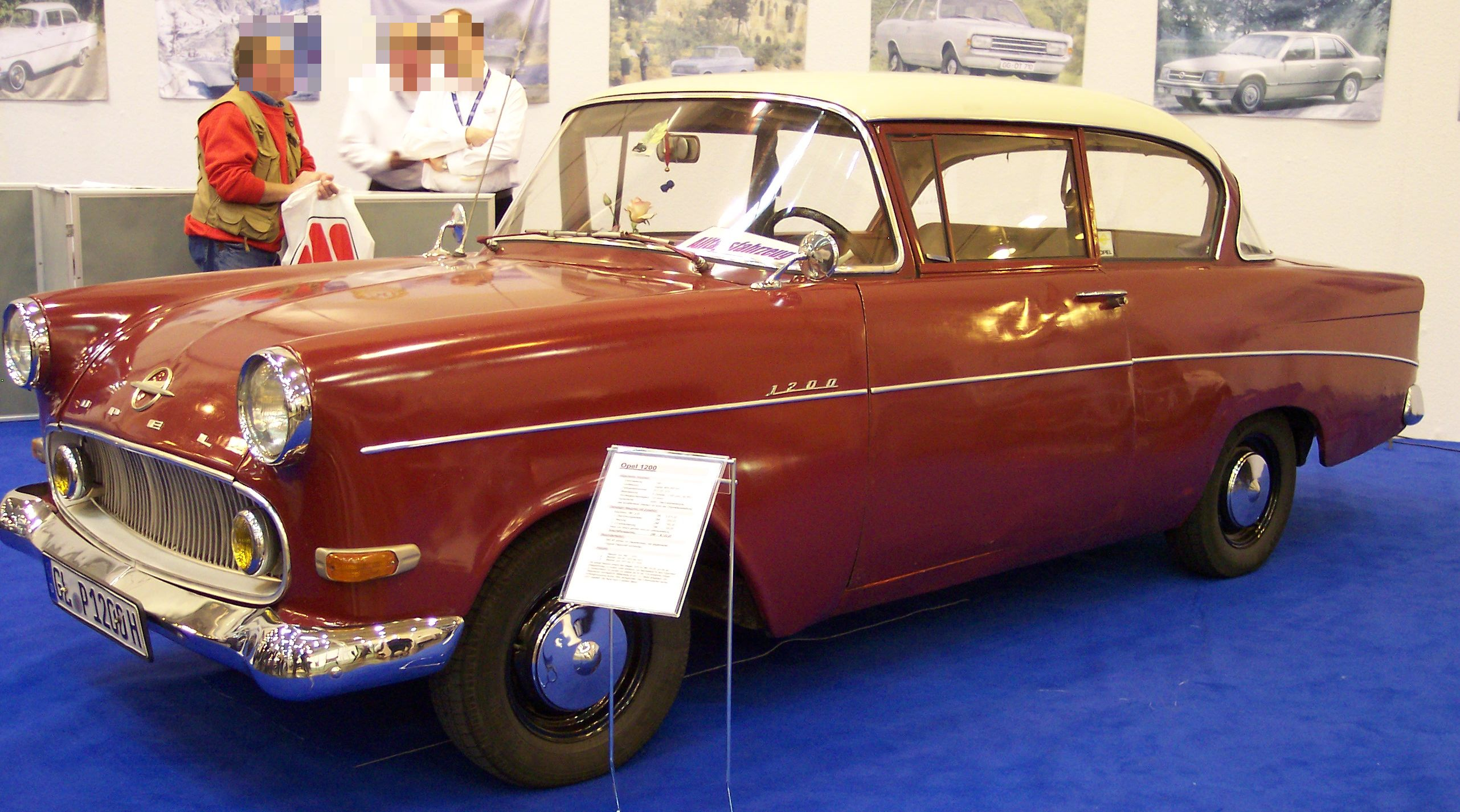
Le Opel 1200 sono state le uniche vetture a montare il 1.2 OHV

L'unità da 1.2 litri è stata l'ultima della prima generazione di motori OHV Four a debuttare sul mercato. Inoltre, essa rappresenta l'anello di congiunzione tra la prima e la seconda generazione di tali motori. Quest'unità nasce dalla riduzione dell'alesaggio del 4 cilindri di base da 1.5 litri. Qui il diametro dei cilindri è stato ridotto da 80 a 72 mm, ottenendo così una cilindrata di 1205 cc. Questo motore è stato proposto in una sola variante, caratterizzata da un rapporto di compressione di 7.5:1, ed in grado di erogare una potenza massima di 40 CV a 4400 giri/min ed una coppia massima di 84 N·m a 2200 giri/min. C'è stato un solo modello Opel a montare tale motore, ed è stata la Opel 1200 (1959-62), versione economica della Rekord P1.

## Seconda generazione

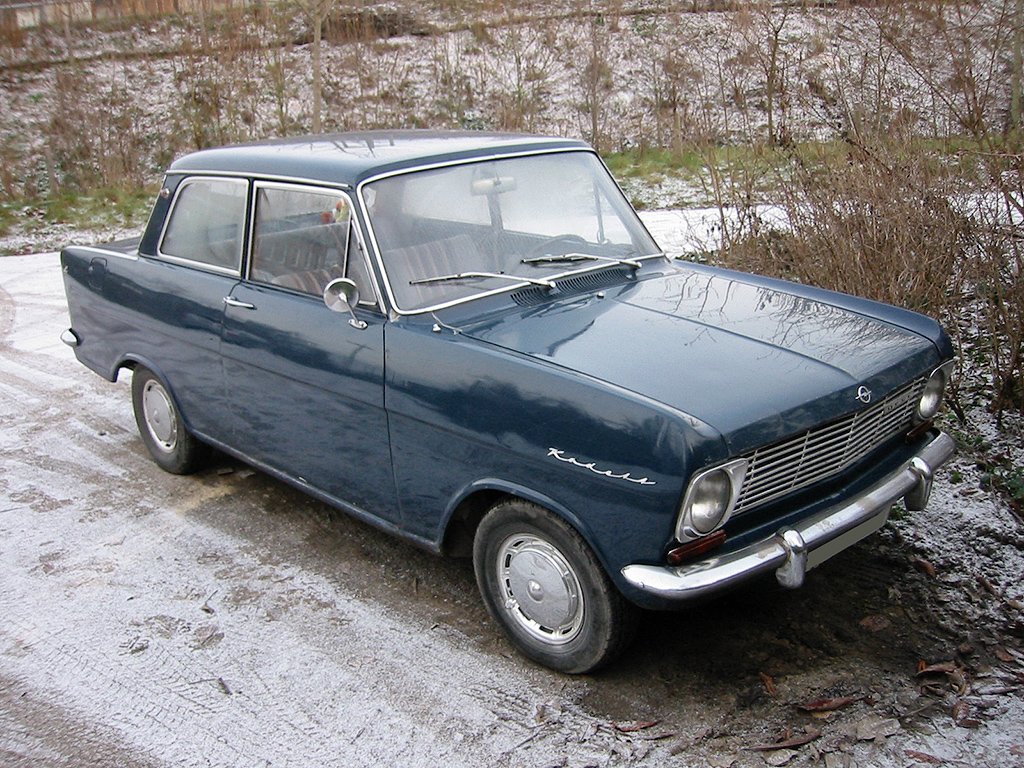
La Opel Kadett A è stata il primo modello a montare un motore Opel OHV a 4 cilindri della seconda generazione

La seconda generazione dei motori Opel OHV Four si differenzia dalla prima principalmente per la sua destinazione di utilizzo: tale nuova generazione, infatti, si posizionava un gradino più in basso come fascia di mercato e perciò non sarebbe andata ad equipaggiare modelli di fascia media o medio-alta, bensì modelli di fascia bassa e medio-bassa. Sono state mantenute invariate diverse caratteristiche, come il tipo di distribuzione ed il basamento e la testata in ghisa.

Questi nuovi motori sono stati proposti in tre varianti di cilindrata: 1.0, 1.1 e 1.2. Il primo a debuttare è stato il più piccolo dei tre. La seconda generazione dei motori OHV Four può essere considerata come una delle due famiglie di motori eredi della precedente generazione di motori OHV Four. L'altra generazione che ha raccolto il testimone della prima generazione è stata la famiglia CIH Four, dalle caratteristiche più moderne e lanciata alcuni anni dopo la seconda generazione OHV Four.

### Versione da 1 litro

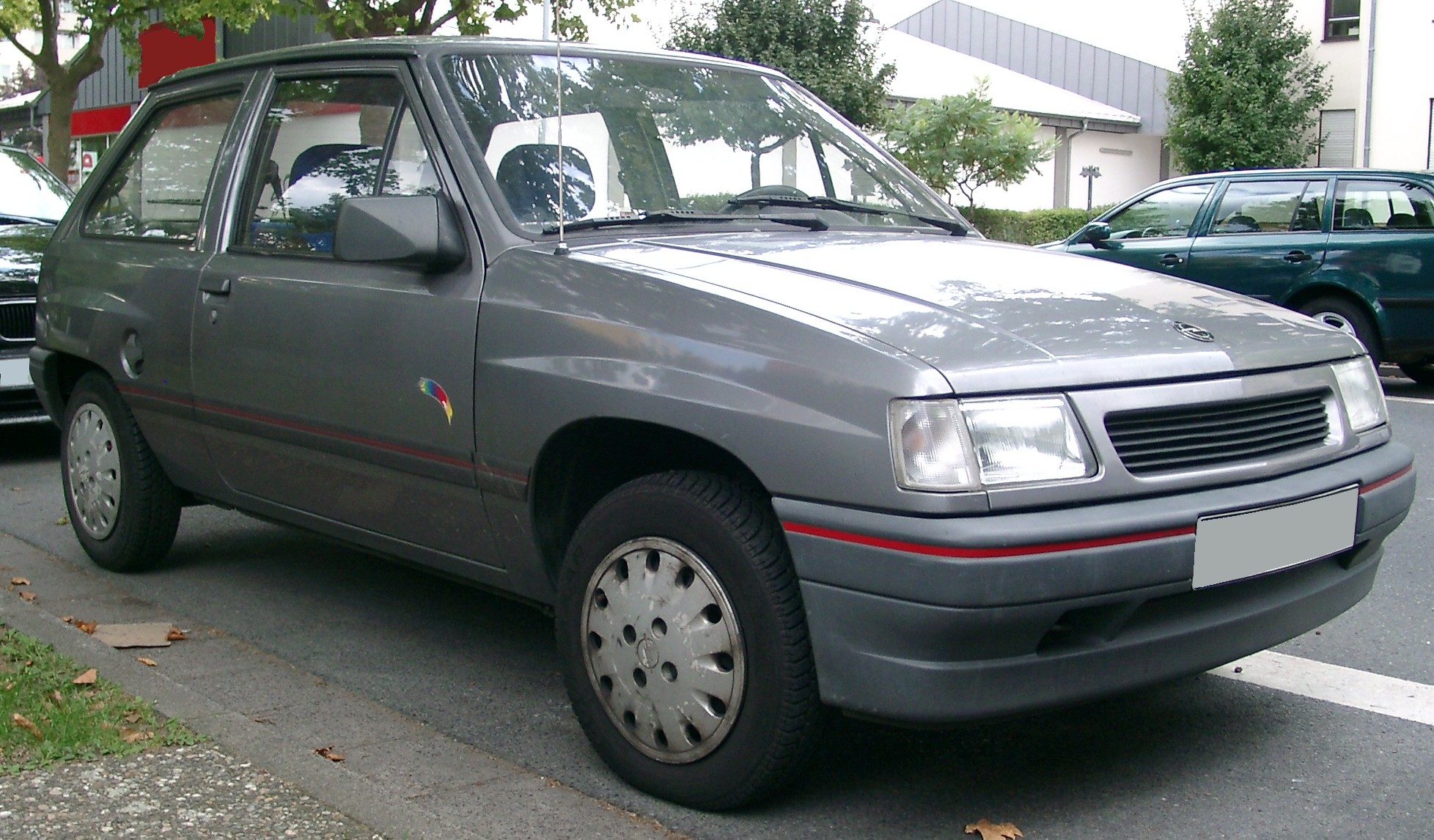
Le ultime Opel Corsa A sono state l'ultimo modello equipaggiato con un motore OHV a 4 cilindri della Opel

Si è detto in precedenza che il motore 1.2 della prima generazione ha rappresentato l'anello di congiunzione tra la prima e la seconda generazione, e questo perché tale motore possedeva in particolare una caratteristica che sarebbe divenuta propria dei motori di base della seconda generazione, ossia l'alesaggio pari a 72 mm. Il motore di base della seconda generazione, ossia quello da 1 litro, è stato realizzato a partire proprio dall'unità da 1.2 litri che equipaggiava la Opel 1200. Di tale unità è stato mantenuto il diametro dei cilindri, appunto di 72 mm, mentre ne è stata ridotta la corsa (da 74 a 61 mm) grazie all'utilizzo di un albero a gomiti differente. In questo modo la cilindrata scese da 1205 a 993 cc. Alla realizzazione di questo motore contribuì anche la Chevrolet. Tale unità da 1 litro è stata proposta in alcune varianti così caratterizzate:
| Motore Opel OHV da 1 litro |                          |                    |                   |                             |                    |
| Variante                   | Rapporto di compressione | Potenza max CV/rpm | Coppia max Nm/rpm | Applicazioni                | Anni di produzione |
| 10N                        | 7.8                      | 40/5000            | 72/ 2200-3000     | Opel Kadett A 1.0           | 1962-65            |
| 10N                        | 7.9                      | 40/5400            | 70/ 2600-3000     | Opel Kadett C 1.0 Economy   | 1974-79            |
| 10N                        | 7.9                      | 40/5400            | 66/ 3400          | Opel Kadett D 1.0 E         | 1979-84            |
| 10N                        | 7.9                      | 40/5400            | 66/ 3400          | Opel Kadett City            | 1975-79            |
| 10S                        | 8.8                      | 48/5400            | 72/ 2800-3600     | Opel Kadett A 1.0 L e Coupé | 1963-65            |
| 10S                        | 8.8                      | 48/5400            | 72/ 3400          | Opel Kadett C 1.0           | 1974-79            |
| 10S                        | 8.8                      | 50/5800            | 70/ 3400-3800     | Opel Kadett D 1.0           | 1979-84            |
| 10S                        | 9.2                      | 45/5400            | 68/ 2600-3800     | Opel Corsa A 1.0            | 1982-92            |

Come si può notare dalla tabella, il motore da 1 litro non ha avuto un utilizzo continuo negli anni, ma vi è stato un periodo in cui non è stato utilizzato, vale a dire tra il 1965 ed il 1973. Ciononostante il motore OHV da 1 litro, e precisamente la variante 10S, è stato l'ultimo motore OHV ad essere stato montato su una Opel.

### Versione da 1.1 litri

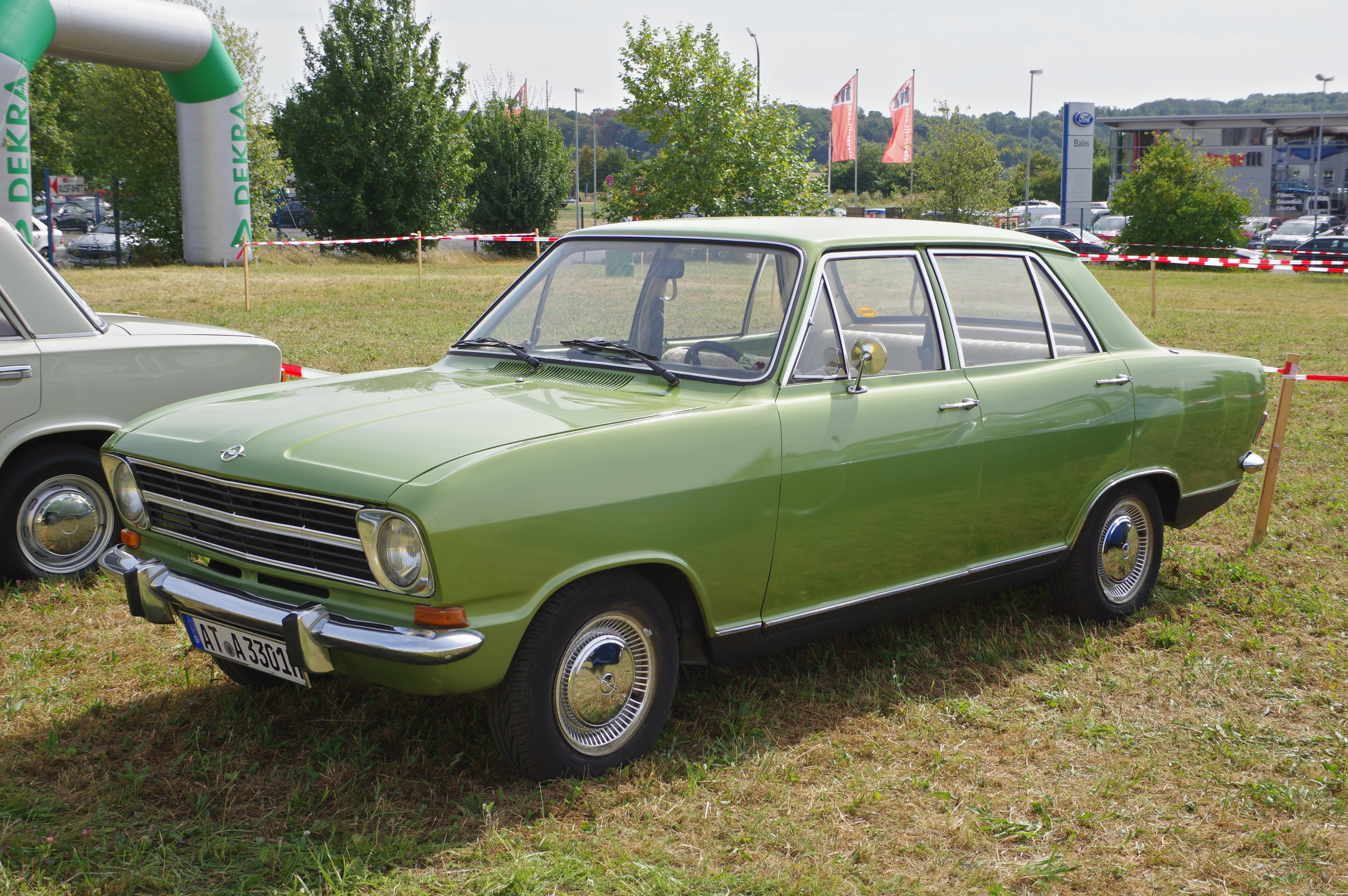
Il motore OHV da 1.1 litri ha esordito sulle Opel Kadett B

Nel 1965 è stata introdotta la seconda motorizzazione appartenente alla nuova generazione di motori OHV, ossia la versione da 1.1 litri. Tale versione è nata dalla rialesatura dell'unità da un litro: il diametro dei suoi cilindri, infatti, è stato fatto passare da 72 a 75 mm, mentre la corsa è rimasta a quota 61, con conseguente aumento della cilindrata da 993 a 1078 cc. Questo motore è a tutt'oggi l'unico 1.1 Opel prodotto dalla fine della Seconda guerra mondiale ed è stato anche il motore OHV di seconda generazione dalla carriera più corta, essendo stato pensionato nel 1972. Il 1.1 OHV è stato proposto in tre varianti, le cui caratteristiche ed applicazioni sono così sintetizzabili:
| Motore Opel OHV da 1.1 litri |                          |                    |                   |                      |                    |
| Variante                     | Rapporto di compressione | Potenza max CV/rpm | Coppia max Nm/rpm | Applicazioni         | Anni di produzione |
| 11N                          | 7.8                      | 45/5000            | 76/ 2400-3200     | Opel Kadett B 1.1    | 1965-72            |
| 11S                          | 8.8                      | 55/5400            | 83/ 2400-3600     | Opel Kadett B 1.1 S  | 1965-72            |
| 11SR                         | 9.2                      | 60/5200            | 85/ 3800-5000     | Opel Kadett B 1.1 SR | 1965-72            |
| 11SR                         | 9.2                      | 60/5200            | 85/ 3800-5000     | Opel Olympia A 1.1 L | 1968-70            |
| 11SR                         | 9.2                      | 60/5200            | 85/ 3800-5000     | Opel GT/J 1.1        | 1968-71            |

### Versione da 1.2 litri

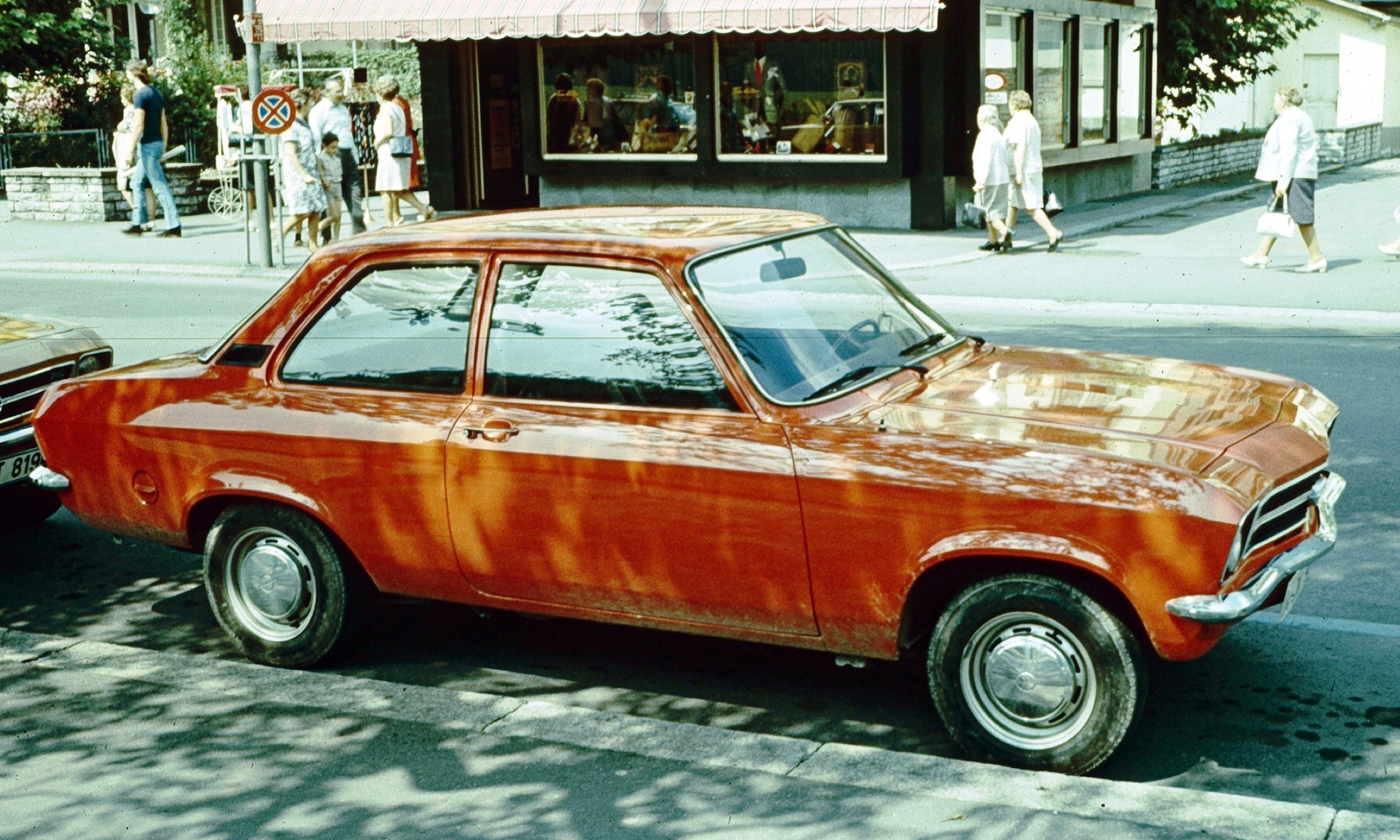
Il motore OHV da 1.2 litri ha esordito sulla Ascona A

Il motore OHV da 1.2 litri, terza ed ultima versione dei motori OHV di questa seconda suddivisione dei motori OHV a 4 cilindri, è stato introdotto nel 1971, in occasione del lancio della Opel Ascona A. Va detto subito che questo 1.2 non è lo stesso che ha equipaggiato la Opel 1200 quasi 15 anni prima, anche se è indirettamente imparentato con esso. Questo nuovo 1.2, infatti, nasce sulla base del 1.1 OHV, il quale è stato oggetto di un'ulteriore rialesatura. In questo caso il diametro dei cilindri è passato da 75 a 79 mm, con la cilindrata passata da 1078 a 1196 cc. Questo motore è stato affiancato negli anni ottanta da altri due 1.2 aventi la stessa identica cilindrata, ma appartenenti ad un'altra famiglia di motori, la OHC Four.

Il 1.2 OHV è stato proposto in numerose varianti. Nella tabella a scomparsa qui sotto vengono riassunte solo le principali:
| Motore Opel OHV da 1.2 litri (Gamma II) |                          |                    |                   |                     |                    |
| Variante                                | Rapporto di compressione | Potenza max CV/rpm | Coppia max Nm/rpm | Applicazioni        | Anni di produzione |
| 12N                                     | 7.8                      | 52/5600            | 78/ 3400          | Opel Kadett C 1.2   | 1973-77            |
| 12N                                     | 7.8                      | 53/5400            | 82/3600           | Opel Kadett D 1.2   | 1979-82            |
| 12N                                     | 7.8                      | 55/5400            | 85/3400           | Opel Kadett C 1.2   | 1977-79            |
| 12N                                     | 7.8                      | 55/5400            | 85/3400           | Opel Ascona B 1.2   | 1976-79            |
| 12NC                                    | 8                        | 45/5000            | 80/ 2200-2600     | Opel Corsa A 1.2    | 1985-87            |
| E12N                                    | 8                        | 45/5000            | 80/ 2200-2600     | Opel Corsa A 1.2    | 1987-88            |
| E12GV                                   | 8                        | 45/5000            | 80/ 2200-2600     | Opel Corsa A 1.2    | 1988-92            |
| 12S                                     | 9.2                      | 60/5400            | 88/3400           | Opel Kadett B 1.2 S | 1971-73            |
| 12S                                     | 9.2                      | 60/5400            | 90/ 2600-3800     | Opel Manta A 1.2 S  | 1971-75            |
| 12S                                     | 9.2                      | 60/5400            | 90/ 2600-3800     | Opel Ascona A 1.2 S | 1971-75            |
| 12S                                     | 9.2                      | 60/5400            | 90/ 2600-3400     | Opel Ascona B 1.2 S | 1975-79            |
| 12S                                     | 9.2                      | 60/5400            | 90/ 2600-3400     | Opel Manta B 1.2 S  | 1975-79            |
| 12S                                     | 9.2                      | 60/5400            | 90/ 2600-3400     | Opel Kadett C 1.2 S | 1973-79            |
| 12S                                     | 9.2                      | 60/5400            | 88/ 3000-3600     | Opel Kadett D 1.2 S | 1979-84            |